# Joyeuse

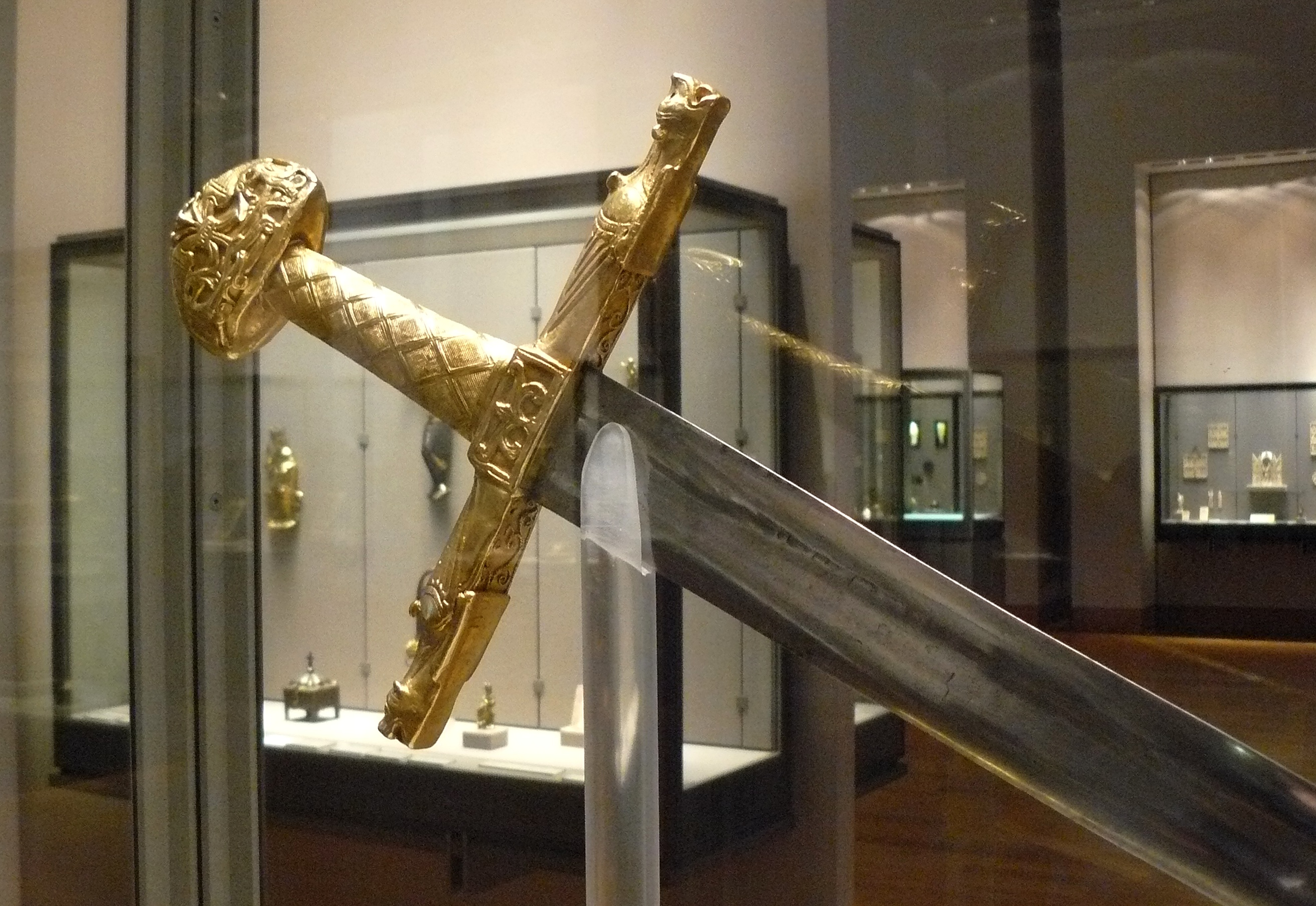
Joyeuse expusă în muzeul Luvru.

Joyeuse este numele tradițional dat sabiei personale a lui Carol cel Mare. Numele se traduce ca veselă. Unele legende susțin ca acesta a fost creată să ascundă Lancea lui Longinus în mânere sale, altele menționează că ar fi din aceleași materiale ca sabia Durendal a lui Roland și Curtana lui Ogier.

## Sabia «Joyeuse» dinChanson de Roland/Cântarea lui Roland
Potrivit legendei, sabia purta în măciulia mânerului numeroase relicve, între altele pe aceea a Lăncii lui Longinus, cea cu care centurionul Longinus împunsese coasta lui Hristos răstignit, ceea ce îi explică numele.
La Chanson de Roland / Cântarea lui Roland indică astfel (în tirada CLXXXIII):
„ Un lucru de v-am spune, de-o lance, e de-ajuns?

De cea cu care Domnul Hristos a fost împuns:

Vârfu-i îl are Carol, așa vru Cel de Sus;

În măciulia de-aur a săbiei l-a pus.

Pentru această cinste și lucru minunat,

Numele de «Joiuse - Bucuroasa» i-au dat.

Baronii franci nu trebuie uitării să o dea:

De-acolo e Munjoie ori «Bucuria mea!»

De aceea în zadar e orice împotrivire.”
În realitate, etimologia strigătului « Montjoie » este discutată, nu este sigur că este cu referire la numele sabiei lui Carol cel Mare.
Localitatea Joyeuse, Ardèche și-ar datora numele sabiei lui Carol cel Mare. Pierdută pe un câmp de luptă, sabia ar fi fost regăsită de unul din locotenenții împăratului care, pentru ai mulțumi de fidelitate, i-a oferit un fief rebotezat Joyeuse și dreptul de a-i purta numele.

## Încoronarea regilor francezi

Ludovic al XIV-lea cu Joyeuse (Hyacinthe Rigaud, 1701)

O sabie identificat cu Joyeuse a efectuat procesiunea de încoronarea a regi francezi, pentru prima dată în 1270 (Filip al III-lea) și pentru ultima oară în 1824 (Charles al X-lea). Sabia a fost păstrat în Bazilica Saint Denis din 1505, și a fost mutat la Luvru în 1793.
Acest Joyeuse păstrată și astăzi este un amestec de diferite părți adăugate de-a lungul secolelor pentru a fi utilizată ca sabie de încoronare. Dar la baza, aceasta constă dintr-o lamă medievală de Oakeshott tip XII, din aproximativ secolul al X-lea. Martin Conway a susținut că lama ar putea data din secolul al IX-lea, deschizând posibilitatea ca acesta a fost într-adevăr sabia lui Carol, în timp ce Guy Laking a datat-o la începutul secolului al XIII-lea.
Site-ul oficial al Luvru datează mânerul în secolele X-XI, iar crucea din a doua jumătate a secolului XII.

## Sabia în Viena
Înainte de legenda Miholjanec, sabia lui Attila de la Viena a fost cunoscută sub numele de sabia lui Carol.

## Galerie

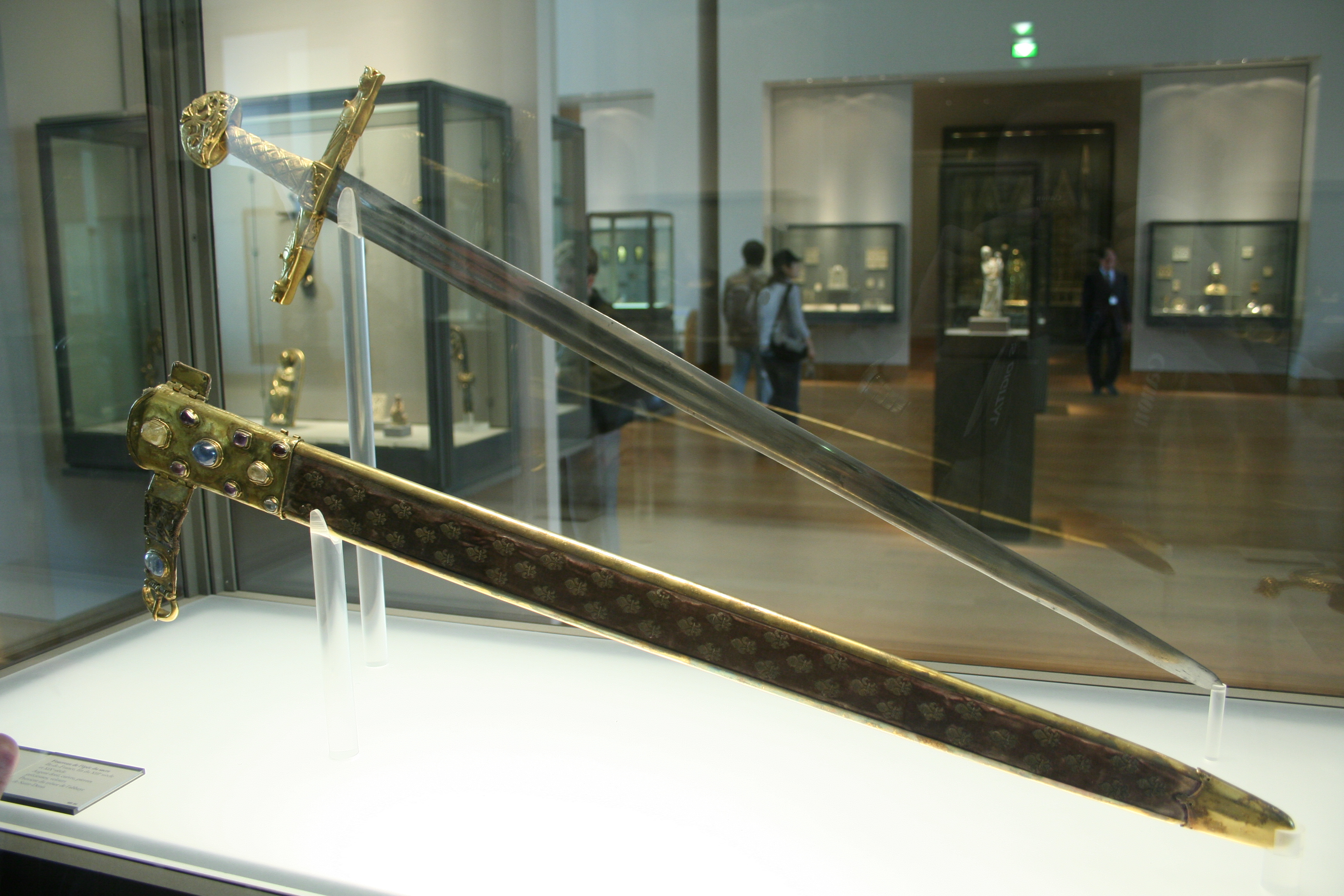
Joyeuse
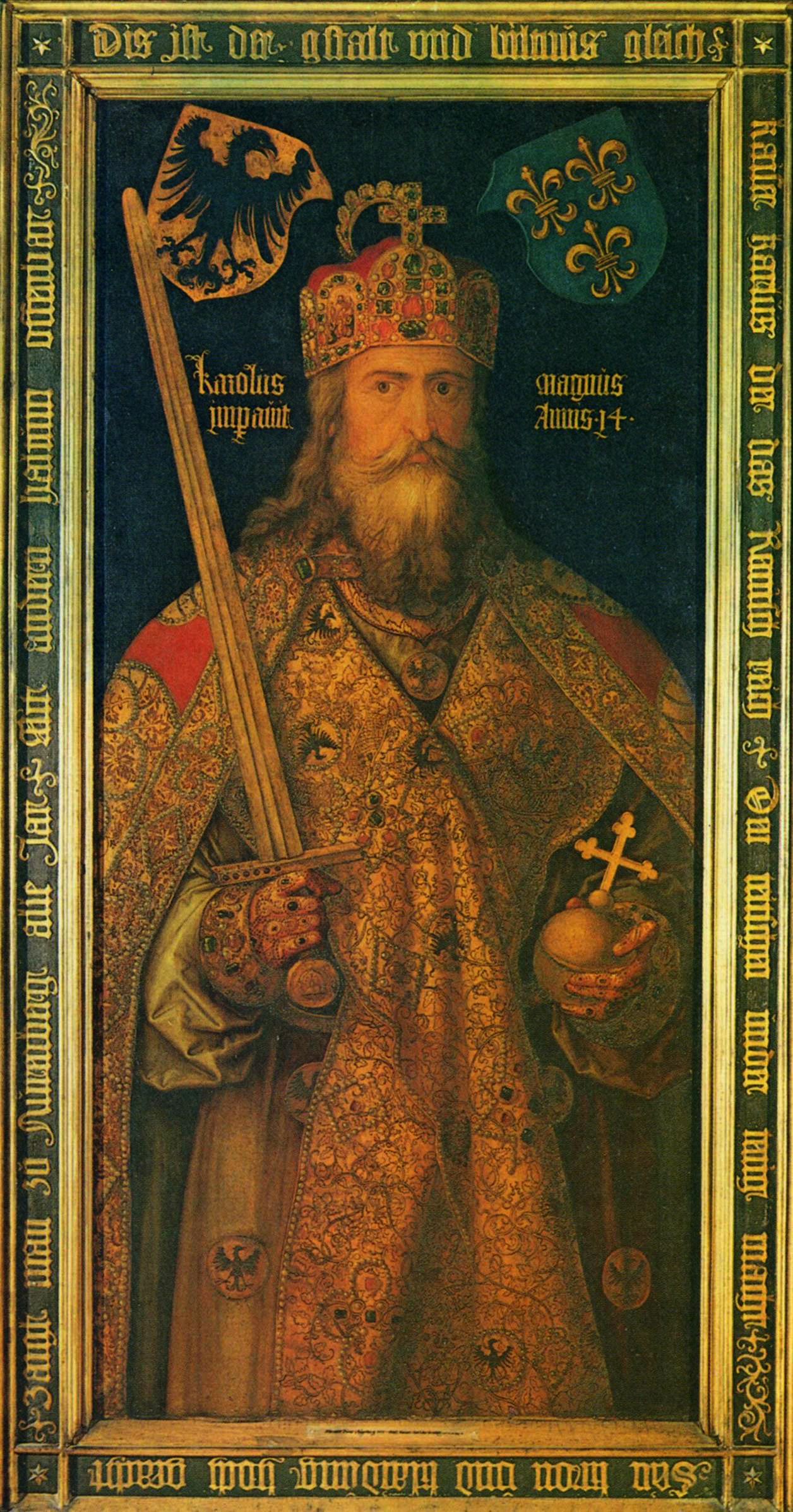
Carol cel Mare